# Liquigas-Cannondale/2011
Deze pagina geeft een overzicht van de Liquigas-Cannondale ProTeam-wielerploeg in 2011.

## Algemeen
Sponsors: Liquigas (gasbedrijf), Cannondale
Algemeen manager: Roberto Amadio
Ploegleiders: Biagio Conte, Dario Mariuzzo, Mario Scirea, Paolo Slongo, Alberto Volpi en Stefano Zanatta
Fietsmerk: Cannondale
Materiaal en banden: Campagnolo, Vittoria

## Renners
| Naam                 | Geboortedatum | Nationaliteit    | Ploeg 2010           |
| -------------------- | ------------- | ---------------- | -------------------- |
| Valerio Agnoli       | 06-01-1985    | Italië           |                      |
| Ivan Basso           | 26-11-1977    | Italië           |                      |
| Francesco Bellotti   | 06-08-1979    | Italië           |                      |
| Maciej Bodnar        | 07-03-1985    | Polen            |                      |
| Eros Capecchi        | 13-06-1986    | Italië           | Footon-Servetto-Fuji |
| Damiano Caruso       | 12-10-1988    | Italië           | De Rosa-Stac Plastic |
| Davide Cimolai       | 13-08-1989    | Italië           |                      |
| Mauro Da Dalto       | 08-04-1981    | Italië           | Lampre-Farnese Vini  |
| Tiziano Dall'Antonia | 26-07-1983    | Italië           |                      |
| Timothy Duggan       | 14-11-1982    | Verenigde Staten | Garmin-Transitions   |
| Mauro Finetto        | 10-05-1985    | Italië           |                      |
| Jacopo Guarnieri     | 14-08-1987    | Italië           |                      |
| Ted King             | 31-01-1983    | Verenigde Staten | Cervélo Test Team    |
| Kristjan Koren       | 25-11-1986    | Slovenië         |                      |
| Paolo Longo Borghini | 10-12-1980    | Italië           | ISD-Neri             |
| Alan Marangoni       | 16-07-1984    | Italië           | Colnago-CSF Inox     |
| Dominik Nerz         | 25-08-1989    | Duitsland        | Team Milram          |
| Vincenzo Nibali      | 14-11-1984    | Italië           |                      |
| Daniel Oss           | 13-01-1987    | Italië           |                      |
| Maciej Paterski      | 12-09-1986    | Polen            |                      |
| Simone Ponzi         | 17-01-1987    | Italië           | Lampre-Farnese Vini  |
| Fabio Sabatini       | 18-02-1985    | Italië           |                      |
| Juraj Sagan          | 23-12-1988    | Slowakije        |                      |
| Peter Sagan          | 16-01-1990    | Slowakije        |                      |
| Cristiano Salerno    | 18-02-1985    | Italië           | De Rosa-Stac Plastic |
| Sylwester Szmyd      | 12-03-1978    | Polen            |                      |
| Alessandro Vanotti   | 16-09-1980    | Italië           |                      |
| Elia Viviani         | 07-02-1989    | Italië           |                      |
| Cameron Wurf         | 03-08-1983    | Australië        | Androni Giocattoli   |

## Overwinningen
| Grote Prijs van de Etruskische Kust Winnaar: Elia Viviani Ronde van Mumbay-I Winnaar: Elia Viviani Ronde van Sardinië 1e etappe: Peter Sagan 3e etappe: Peter Sagan 4e etappe: Peter Sagan Eindklassement: Peter Sagan GP Lugano Winnaar: Ivan Basso Driedaagse van de Panne-Koksijde 3e etappe: Jacopo Guarnieri Ronde van Californië 5e etappe: Peter Sagan Ronde van Italië 18e etappe: Eros Capecchi Ronde van Zwitserland 3e etappe: Peter Sagan 8e etappe: Peter Sagan Puntenklassement: Peter Sagan | Ronde van Slovenië 1e etappe: Elia Viviani Nationale kampioenschappen Slowakije - wegwedstrijd: Peter Sagan GP van Kranj Winnaar: Simone Ponzi GP Nobili Rubinetterie Coppa Papà Carlo: Simone Ponzi Coppa Citta di Stresa: Elia Viviani Ronde van Polen 4e etappe: Peter Sagan 5e etappe: Peter Sagan Eindklassement: Peter Sagan USA Pro Cycling Challenge 4e etappe: Elia Viviani 5e etappe: Elia Viviani 6e etappe: Daniel Oss Ronde van Spanje 6e etappe: Peter Sagan 12e etappe: Peter Sagan 21e etappe: Peter Sagan | Ronde van Padanië 2e etappe: Elia Viviani 4e etappe: Ivan Basso Eindklassement: Ivan Basso GP Prato Winnaar: Peter Sagan Ronde van Peking 4e etappe: Elia Viviani |

2005 · 2006 · 2007 · 2008 · 2009 · 2010 · 2011 · 2012 · 2013 · 2014
AG2R-La Mondiale · Astana · BMC Racing Team · Euskaltel-Euskadi · Team Garmin-Cervélo · Team HTC-High Road · Katjoesja · Lampre-ISD · Team Leopard-Trek · Liquigas-Cannondale · Team Movistar · Omega Pharma-Lotto · Quick Step · Rabobank · Team RadioShack · Saxo Bank-Sungard · Sky ProCycling · Vacansoleil-DCM